# Legio I Maximiana

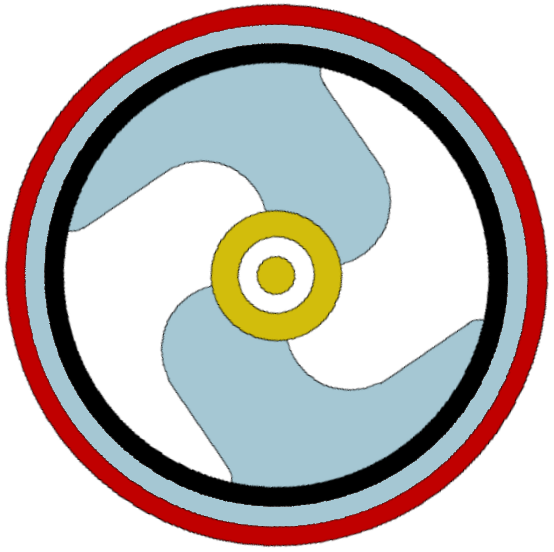
Schildbemalung der Legio Prima Maximiana Thebaeorum im frühen 5. Jahrhundert.

Die Legio I Maximiana („Erste maximianische Legion“) war eine Legion der römischen Armee, die um 296/297 von Diokletian ausgehoben wurde und mindestens bis ins frühe 5. Jahrhundert bestand.

## Geschichte der Legion
Die Legio I Maximiana und ihre Schwesterlegion Legio II Flavia Constantia wurden 296 oder 297 von Diokletian aufgestellt, um die bei der Aufteilung der Provinz Aegyptus neuerrichtete Provinz Thebais (Oberägypten) zu sichern. Die Legion wurde nach Gaius Galerius Valerius Maximianus (293–311) und/oder Marcus Aurelius Valerius Maximianus (286–305), den Caesaren und Mitkaisern Diokletians, benannt. Nach jüngerer Forschung war die Legio II Flavia Constantia am Bau des Legionslagers in Theben/Luxor beteiligt und hatte dort vermutlich gemeinsam mit der Legio I Maximiana Thebaeorum ihr erstes Standlager.
In den Jahren 297/298 kam es zu Unruhen in der Provinz Thebais (Oberägypten), zu deren Niederschlagung Diokletian, der den Feldzug selber leitete, auch die unterägyptischen Legionen III Diocletiana und II Traiana fortis einsetzte. Nach dem Feldzug wurde die Legio I Maximiana in Philae stationiert und bildete dort die südlichste römische Garnison.
Im Jahr 354 wurde eine Vexillation der Legion als Comitatenses (Feldheer) in die Nähe des thrakischen Adrianopolis (Edirne) verlegt. Mit großer Sicherheit wurde dieser Truppenteil unter Kaiser Valens 378 in der Schlacht von Adrianopel eingesetzt und erlitt hohe Verluste.
Im frühen 5. Jahrhundert war die Legio prima Maximiana in Filas (Philae) dem Dux Thebaidos unterstellt. Die comitatensische Legio Prima Maximiana Thebaeorum unterstand dem Magister militum per Thracias. Dem Magister Peditum Praesentalis unterstanden als Legio palatinae (Garde) in Italien die Thebaei („Thebaner“), deren Herkunft von der Legio I Maximiana jedoch unsicher ist.
Durch Einfälle der Blemmyer verschärfte sich die militärische Situation in Oberägypten, sodass Bischof Appion von Syene (Assuan) (um 425–450) von Kaiser Theodosius II. zusätzliche Truppen anforderte. Dann verlieren sich die Spuren der Legion.

## Mythos der Thebaischen Legion
Die Legionen II Flavia Constantia und I Maximiana kämen als mögliche „Kandidaten“ für einen historischen Kern für die in christlichen Märtyrerberichten des frühen Mittelalters eine wichtige Rolle spielende Thebaische Legion (Legio Thebaica) in Betracht, doch ist die Legion historisch nicht fassbar und in den Bereich der Legende zu verweisen.